# Puchar BVA mężczyzn (2021)
Puchar BVA mężczyzn 2021 (oficjalnie: Men's BVA Cup 2021) – czternasta edycja turnieju o puchar krajów bałkańskich zorganizowana przez Balkan Volleyball Association (BVA). Rozgrywki odbyły się w dniach 25-27 września 2021 roku w Ankarze w Turcji.
W Pucharze BVA 2021 wzięły udział trzy kluby: AOP Kifisias, Halkbank oraz Radnički Kragujevac. Rozegrały one między sobą po jednym spotkaniu. Puchar BVA drugi raz z rzędu zdobył Halkbank. Uzyskał on prawo gry w sezonie 2021/2022 w Pucharze Challenge.

## Drużyny uczestniczące
| Państwo | Klub                |
| ------- | ------------------- |
| Grecja  | AOP Kifisias        |
| Serbia  | Radnički Kragujevac |
| Turcja  | Halkbank            |

## Hala sportowa
| Başkent Voleybol Salonu |
| ----------------------- |
| Ankara, Turcja          |
| Pojemność: 7600 miejsc  |

## Tabela
| Lp. | Drużyna             | Mecze | Mecze   | Mecze   | Pkt | Sety | Sety | Sety  | Małe punkty | Małe punkty | Małe punkty |
| Lp. | Drużyna             | M     | W (3:2) | P (2:3) | Pkt | wyg. | prz. | ratio | zdob.       | str.        | ratio       |
| --- | ------------------- | ----- | ------- | ------- | --- | ---- | ---- | ----- | ----------- | ----------- | ----------- |
| 1   | Halkbank            | 2     | 2 (0)   | 0 (0)   | 6   | 6    | 0    | MAX   | 150         | 107         | 1.402       |
| 2   | Radnički Kragujevac | 2     | 1 (0)   | 1 (0)   | 3   | 3    | 4    | 0.750 | 149         | 156         | 0.955       |
| 3   | AOP Kifisias        | 2     | 0 (0)   | 2 (0)   | 0   | 1    | 6    | 0.167 | 136         | 172         | 0.791       |

Źródło: BVA (ang.)
Punktacja: 3:0 i 3:1 – 3 pkt; 3:2 – 2 pkt; 2:3 – 1 pkt; 1:3 i 0:3 – 0 pkt
Zasady ustalania kolejności: 1. liczba zwycięstw; 2. liczba punktów; 3. stosunek setów; 4. stosunek małych punktów; 5. bilans w bezpośrednich meczach

## Wyniki spotkań
| Data       | Godz. | Drużyna 1           | Wynik | Drużyna 2           | 1     | 2     | 3     | 4     | 5 | *      |
| ---------- | ----- | ------------------- | ----- | ------------------- | ----- | ----- | ----- | ----- | - | ------ |
| 25.09.2021 | 15:00 | AOP Kifisias        | 1:3   | Radnički Kragujevac | 17:25 | 25:22 | 23:25 | 16:25 |   | raport |
| 26.09.2021 | 17:30 | Radnički Kragujevac | 0:3   | Halkbank            | 19:25 | 15:25 | 18:25 |       |   | raport |
| 27.09.2021 | 14:00 | Halkbank            | 3:0   | AOP Kifisias        | 25:19 | 25:18 | 25:18 |       |   | raport |